# Kotiv, Kiverți
Kotiv (în ucraineană Котів) este un sat în comuna Derno din raionul Kiverți, regiunea Volînia, Ucraina.

## Demografie
Componența lingvistică a localității Kotiv
     Ucraineană (100%)
Conform recensământului din 2001, toată populația localității Kotiv era vorbitoare de ucraineană (100%).